# Отелло Субінагі
Отелло Субінагі (італ. Otello Subinaghi, 2 квітня 1910, Лоді — 18 вересня 2001, Варезе) — італійський футболіст, що грав на позиції нападника.
Виступав, зокрема, за клуби «Модена» та «Рома».

## Ігрова кар'єра
Народився 2 квітня 1910 року в місті Лоді. Вихованець футбольної школи клубу «Фанфулла». Дорослу футбольну кар'єру розпочав 1925 року в основній команді того ж клубу, в якій провів чотири сезони.
Протягом 1929—1930 років захищав кольори клубу «Кремонезе», у складі якого виступав у Серії А. Своєю грою за останню команду привернув увагу представників тренерського штабу клубу «Модена», до складу якого приєднався 1930 року. Два сезони був гравцем ротації, не маючи твердого місця у основі. В 1932 році клуб вилетів у Серію В. В другому дивізіоні Субінагі зумів проявити свої бомбардирські якості. В чемпіонаті 1932/33 він забив 22 голи, але його команда посіла лише третє місце, суттєво відставши від прохідних перших двох позицій. Наступний сезон 1933/34 років вийшов для футболіста невдалим — лише 2 голи у 10-ти матчах. Влітку Субінагі переходить у інший клуб Серії В «Кальярі», де знову демонструє хорошу результативність.
1935 року його і партнера по лінії нападу «Кальярі» Доменіко Д'Альберто запрошує «Рома» для підсилення лави запасних. Але перед самим початком сезону клуб несподівано залишили два провідних нападники аргентинці Енріке Гвайта і Алехандро Скопеллі, а також півзахисник Андрес Станьяро, завдяки чому резервісти отримують шанс проявити себе. Субінагі скористався ситуацією і зіграв загалом 22 матчі, у яких забив 6 голів. Римський клуб до останнього туру боровся за перемогу в чемпіонаті, але в підсумку на одне очко відстав від «Болоньї».
У 1936 році виступав у складі «Роми» в Кубку Мітропи. В 1/8 фіналу команда в першій грі програла віденському «Рапіду» 1:3, а в матчі-відповіді вдома виграла 5:1, а Субінагі забив один з голів. В чвертьфіналі римський клуб поступився за сумою двох матчів празькій «Спарті» (0:3, 1:1).
У сезоні 1936/37 «Рома» невдало виступила в чемпіонаті, опустившись на 10-те місце. Краще команда грала в Кубку Італії, дійшовши до фіналу. Щоправда, у самому фіналі Субінагі не грав, а його команда поступилась «Дженова 1893» з рахунком 0:1. Ще протягом трьох наступних сезонів Субінагі виступав за «Рому», будучи гравцем ротації.
Протягом 1940—1941 років знову захищав кольори клубу «Фанфулла». Завершив ігрову кар'єру у команді «Галларатезе», за яку виступав протягом 1941—1943 років.
Помер 18 вересня 2001 року на 92-му році життя у місті Варезе.

## Статистика виступів

### Статистика виступів у кубку Мітропи
| №                      | Розіграш               | Стадія                 | Дата та місце проведення | Команда 1              | Рахунок                                             | Команда 2      | Голи та інші дії |
| ---------------------- | ---------------------- | ---------------------- | ------------------------ | ---------------------- | --------------------------------------------------- | -------------- | ---------------- |
| 3                      | 1936                   | 1/8                    | 21.06.1936, Відень       | Рапід (Відень)         | 3:1 [Архівовано 22 березня 2017 у Wayback Machine.] | Рома           |                  |
| 4                      | 1936                   | 1/8                    | 28.06.1936, Рим          | Рома                   | 5:1 [Архівовано 21 січня 2021 у Wayback Machine.]   | Рапід (Відень) | 50'              |
| 5                      | 1936                   | 1/4                    | 4.07.1936, Прага         | Спарта (Прага)         | 3:0 [Архівовано 22 січня 2021 у Wayback Machine.]   | Рома           |                  |
| 6                      | 1936                   | 1/4                    | 12.07.1936, Рим          | Рома                   | 1:1 [Архівовано 22 січня 2021 у Wayback Machine.]   | Спарта (Прага) |                  |
| Всього у кубку Мітропи | Всього у кубку Мітропи | Всього у кубку Мітропи | Всього у кубку Мітропи   | Всього у кубку Мітропи | 4                                                   |                | 1                |

## Титули і досягнення
- Срібний призер Серії А (1):

«Рома»: 1935–1936
- Фіналіст Кубка Італії (1):

«Рома»: 1936–1937